# Судзусиро, Саюми
Саюми Судзусиро (яп. 鈴代 紗弓 Судзусиро Саюми, род. 4 февраля 1998 года, префектура Канагава, Япония) — японская сэйю. Лауреат премии Seiyu Awards в категории «Лучшая начинающая актриса» (2020).

## Биография
Саюми Судзусиро родилась 4 февраля 1998 года в префектуре Канагава. В детстве смотрела такие аниме-сериалы, как Magical DoReMi и Ashita no Nadja. Узнала о профессии сэйю после окончания начальной школы. На интерес Судзусиро к профессии сэйю повлияло выступление Юки Игути на интернет-радио Super!A&G+. На втором году старшей школы Судзусиро начала посещать Японский институт актёрского нарративного искусства (яп. 日本ナレーション演技研究所 Нихон нарэ:сён энги кэнкю:-дзё), специальное учебное заведение по подготовке сэйю. В первый год обучения в институте успешно прошла пробы и подписала контракт с агентством талантов Arts Vision.
Её первой работой в качестве сэйю стала роль в мобильной игре Alteil Chronicle. В 2017 году Судзусиро озвучила безымянную ученицу во втором сезоне аниме-сериала Love Live! Sunshine!!. В 2018 году получила свою первую главную роль, озвучив Акиру Оно в аниме-сериале Hi Score Girl. В аниме-сериале We Never Learn (2019) Судзусиро озвучила Уруку Такэмото и в составе трио Study исполнила три музыкальные темы аниме-сериала: «Seishun Seminar», «Never Give It Up!!» и «Can now, Can now».
На 14-й церемонии вручения премии Seiyu Awards, которая прошла в марте 2020 года, Судзусиро стала одной из шести лауреатов премии в категории «Лучшая начинающая актриса».

## Избранная фильмография

### Аниме-сериалы
2017
- ClassicaLoid — женщина, сотрудница[5]
- Konohana Kitan[5]
- Love Live! Sunshine!! — ученица[2]

2018
- Gundam Build Divers — Лип[5]
- Hi Score Girl — Акира Оно[6]
- The Girl in Twilight — Аканэ Мацу[5]
- Yagate Kimi ni Naru — Сэридзава[5]
- Yuuna and the Haunted Hot Springs[5]

2019
- Do You Love Your Mom and Her Two-Hit Multi-Target Attacks? — Вайз[7]
- Hi Score Girl II — Акира Оно[8]
- The Magnificent Kotobuki — Кайли[9]
- We Never Learn — Урука Такэмото[10]
- «Госпожа Кагуя: В любви как на войне» — Кэй Сироганэ[11]

2020
- Monster Girl Doctor — Илли[12]
- The Misfit of Demon King Academy — Химка Хора
- To Aru Kagaku no Railgun T — Ракко Юмия[13]
- «Госпожа Кагуя: В любви как на войне?» — Кэй Сироганэ

2021
- 86: Eighty Six — Курэна Кукумила[14]
- Seirei Gensouki: Spirit Chronicles — Кристина Бельтрум[15]
- «О моём перерождении в слизь» — Девятиглавая

2022
- Bocchi the Rock! — Нидзика Идзити[16]
- In the Heart of Kunoichi Tsubaki — Асагао[17]
- Requiem of the Rose King — Анна Невилл[18]
- Shine Post — Хару Набатамэ[19]
- The Dawn of the Witch — Холт[20]
- The Strongest Sage With the Weakest Crest — Лури Абендрот[21]
- «Госпожа Кагуя: В любви как на войне — Ультраромантика» — Кэй Сироганэ

2023
- A Returner’s Magic Should Be Special — Романтика Эру[22]
- Blue Lock — Сэна Нарухая
- KonoSuba: An Explosion on This Wonderful World! — Додонко[23]
- My Tiny Senpai — Айко Ямагиси
- Shy — Пильц Дюнан/Леди Блэк[24]
- The Café Terrace and Its Goddesses — Ами Цуруга[25]
- The Vexations of a Shut-In Vampire Princess — Виллхейз[26]
- Undead Girl Murder Farce — Энни Кербер[27]
- «Не дразни меня, Нагаторо-сан! Вторая атака» — Хана Суномия[28]

2024
- 2.5 Dimensional Seduction — Ноноа[29]
- A Condition Called Love — Сатоми Сатомура[30]
- Dungeon People — Белль[31]
- Fairy Tail: 100 Years Quest — Тока[32]
- No Longer Allowed in Another World — Тама[33]
- Sousou no Frieren — Лоуин[34]
- Tasuketsu — Хикари Эбина[35]
- The Stories of Girls Who Couldn’t Be Magicians — Салли Андол[36]
- Why Does Nobody Remember Me in This World? — Саки[37]
- «Беглый самурай» — Аяко[38]
- «Нежеланно бессмертный авантюрист» — Рина Рупаагэ[39]

2025
- Can a Boy-Girl Friendship Survive? — Химари Инудзука[40]
- Even Given the Worthless «Appraiser» Class, I’m Actually the Strongest — Урсула[41]
- I Got Married to the Girl I Hate Most in Class — Химари Исикура[42]
- Kowloon Generic Romance — Сяохэй[43]
- My Friend’s Little Sister Has It In for Me! — Ироха Кохината[44]
- Shukan Ranobe Anime (Femme Fatale Ikusei Keikaku) — Асаги Хияма[45]
- The Barbarian’s Bride — Серафина де Лавиллант[46]
- Welcome to the Outcast’s Restaurant! — Генриетта[47]
- Zatsu Tabi: That’s Journey — Коёми Хасунума[48]
- «Моя геройская академия: Вне закона» — Ю[49]

2026
- I Made Friends with the Second Prettiest Girl in My Class — Ю Амами[50]
- The Holy Grail of Eris — Скарлетт Кастиэль[51]
- Tune In to the Midnight Heart — Ико Кирино[52]
- Wash It All Away — Вакана Киммэ[53]
- You and I Are Polar Opposites — Мию Судзуки[54]

TBA
- 29-sai Dokushin Chuken Bokensha no Nichijo — Рируй[55]
- Magical Girl Raising Project: Restart — Генопсико Юмэносима[56]

### Аниме-фильмы
- 2019 — KonoSuba: God’s Blessing on This Wonderful World! Legend of Crimson — Додонко
- 2020 — High School Fleet: The Movie — Кэйко Ногива[57]

### Компьютерные игры
2019
- Azur Lane — U-101

2020
- Atelier Ryza 2: Lost Legends & the Secret Fairy — Кассандра Каппелли[58]

2021
- Arknights — Джеки

2022
- Blue Archive — Ноа Усио
- Dead or Alive Xtreme Venus Vacation — Эми[59]
- Hyperdimension Neptunia: Sisters vs. Sisters — Махо[60]

2023
- Genshin Impact — Кирара[61]
- Honkai: Star Rail — Ханья[62]
- Master Detective Archives: Rain Code — Синигами[63]
- Path to Nowhere — Линн
- Rear Sekai — Татта[64]
- Street Fighter 6 — Юа

2025
- D.C.: Da Capo Re:tune — Моэ Мидзукоси[65]

## Награды и номинации
| Год  | Награда               | Результат | Категория | Работа           | Прим.  |
| ---- | --------------------- | --------- | --- | ---------------- | ------ |
| 2020 | Seiyu Awards          | Победа    | Лучшая начинающая актриса (вместе с Ай Файруз, Мадокой Асахиной, Михо Окасаки, Миюри Симабукуро и Наной Мори) | н/д              | [ 4 ]  |
| 2023 | Anime Trending Awards | Победа    | Лучший подбор голосов (вместе с Ёсино Аоямой, Икуми Хасэгавой и Саку Мидзуно)                                 | Bocchi the Rock! | [ 66 ] |
| 2024 | Seiyu Awards          | Победа    | Лучшее исполнение песни (в составе группы Kessoku Band)                                                       | Bocchi the Rock! | [ 67 ] |